# Scotland Island, New South Wales

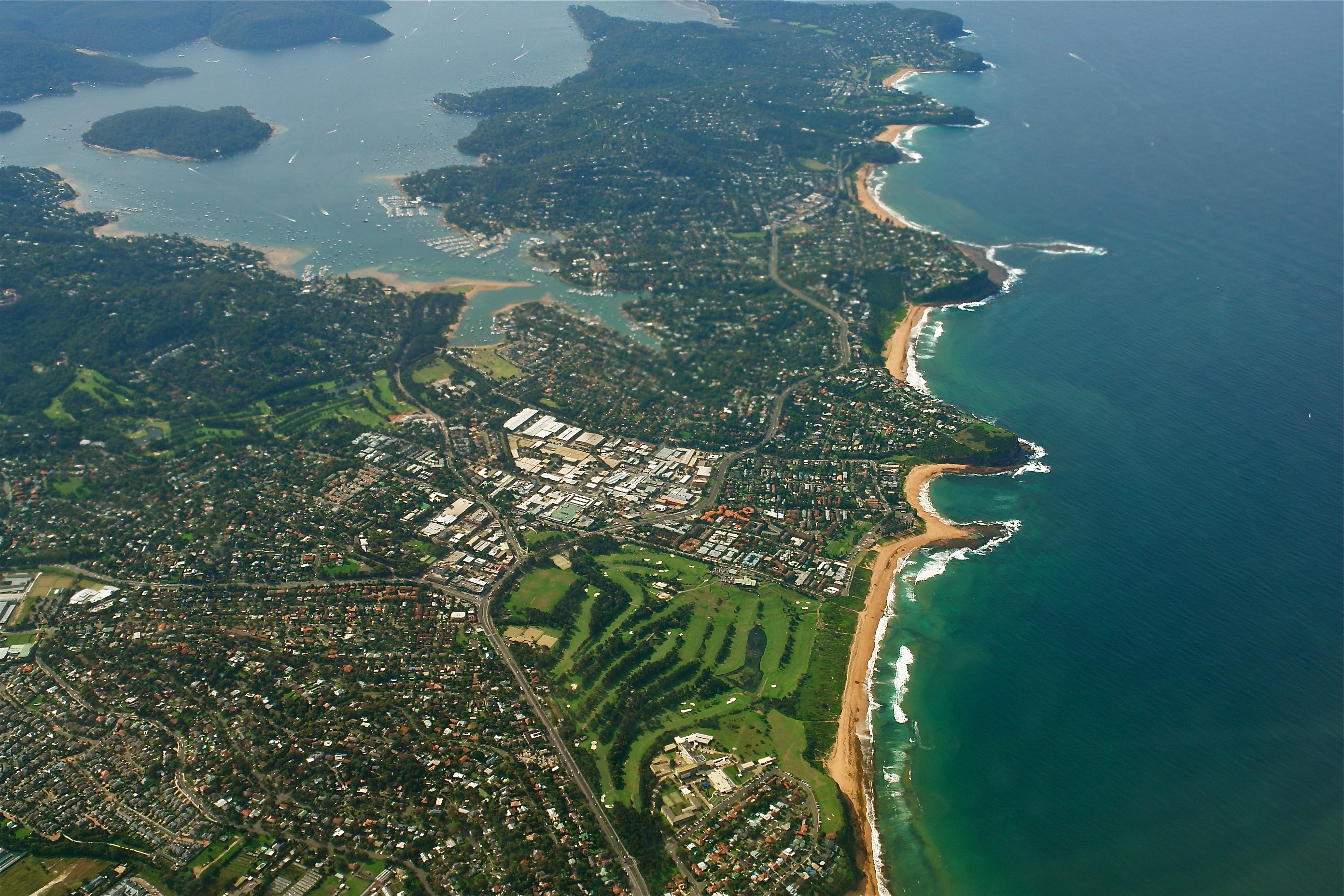
Vedere aeriană

Scotland Island este o insulă din Sydney, New South Wales, Australia.

## Clima
| Date climatice pentru Scotland Island, New South Wales | Date climatice pentru Scotland Island, New South Wales | Date climatice pentru Scotland Island, New South Wales | Date climatice pentru Scotland Island, New South Wales | Date climatice pentru Scotland Island, New South Wales | Date climatice pentru Scotland Island, New South Wales | Date climatice pentru Scotland Island, New South Wales | Date climatice pentru Scotland Island, New South Wales | Date climatice pentru Scotland Island, New South Wales | Date climatice pentru Scotland Island, New South Wales | Date climatice pentru Scotland Island, New South Wales | Date climatice pentru Scotland Island, New South Wales | Date climatice pentru Scotland Island, New South Wales | Date climatice pentru Scotland Island, New South Wales |
| Luna                                                   | Ian                                                    | Feb                                                    | Mar                                                    | Apr                                                    | Mai                                                    | Iun                                                    | Iul                                                    | Aug                                                    | Sep                                                    | Oct                                                    | Nov                                                    | Dec                                                    | Anual                                                  |
| ------------------------------------------------------ | ------------------------------------------------------ | ------------------------------------------------------ | ------------------------------------------------------ | ------------------------------------------------------ | ------------------------------------------------------ | ------------------------------------------------------ | ------------------------------------------------------ | ------------------------------------------------------ | ------------------------------------------------------ | ------------------------------------------------------ | ------------------------------------------------------ | ------------------------------------------------------ | ------------------------------------------------------ |
| Maxima medie °C (°F)                                   | 26 (78)                                                | 26 (78)                                                | 24 (76)                                                | 22 (72)                                                | 19 (66)                                                | 17 (62)                                                | 16 (60)                                                | 17 (63)                                                | 19 (67)                                                | 22 (71)                                                | 23 (74)                                                | 25 (77)                                                | 21,3 (70,3)                                            |
| Minima medie °C (°F)                                   | 18 (65)                                                | 18 (65)                                                | 17 (63)                                                | 14 (58)                                                | 11 (52)                                                | 9 (48)                                                 | 8 (46)                                                 | 9 (48)                                                 | 11 (51)                                                | 13 (56)                                                | 15 (59)                                                | 17 (63)                                                | 13,4 (56,2)                                            |
| Precipitații cm (inches)                               | 10 (4)                                                 | 10 (4)                                                 | 13 (5)                                                 | 10 (4)                                                 | 10 (4)                                                 | 13 (5)                                                 | 8 (3)                                                  | 8 (3)                                                  | 5 (2)                                                  | 8 (3)                                                  | 8 (3)                                                  | 8 (3)                                                  | 109 (43)                                               |
| Sursă: Weatherbase                                     |                                                        |                                                        |                                                        |                                                        |                                                        |                                                        |                                                        |                                                        |                                                        |                                                        |                                                        |                                                        |                                                        |